# أنخيلينو روزا
أنخيلينو روزا (بالإيطالية: Angelino Rosa)‏ هو لاعب كرة قدم إيطالي في مركز الدفاع، ولد في 29 مارس 1948 في البندقية في إيطاليا، وتوفي بنفس المكان في 11 يناير 2009. لعب مع نادي ترنانا ونادي روما ونادي فينيزيا.